# Франческо Вениер
Франческо Вениер (на италиански: Francesco Venier) е 81–ви венециански дож от 1554 до смъртта си през 1556 г.

## Биография
Франческо Вениер е представител на патрицианския род Вениер. Той е най-големият син на Джовани Вениер и Мария Лоредан. Съвсем млад се посвещава на търговия с Ориента като натрупва значително състояние и се нарежда сред едни от най-богатите венецианци. Заема различни важни административни длъжности, назначаван е за подест на Падуа и Верона, посланик е във Ватикана при папа Павел III.
За дож е избран на 11 юни 1554 г. Вече възрастен и с разклатено здраве още при избирането си, той не допринася с нищо значимо по време на двете години от управлението си и скоро е намразен от жителите на републиката.
Умира на 2 юни 1556 г. Мраморната му гробница се намира в църквата Сан Салвадор.